# 2420 Čiurlionis
2420 Čiurlionis è un asteroide della fascia principale. Scoperto nel 1975, presenta un'orbita caratterizzata da un semiasse maggiore pari a 2,5622781 UA e da un'eccentricità di 0,1320298, inclinata di 14,61563° rispetto all'eclittica.
L'asteroide è dedicato al compositore e pittore lituano Mikalojus Konstantinas Čiurlionis.